# Cachoeira do Sul
Cachoeira do Sul er en by i den sydlige del af Brasilien med omkring 80.070 (2022) indbyggere. Den er hovedstad i  delstaten Rio Grande do Sul.